# Lliçó

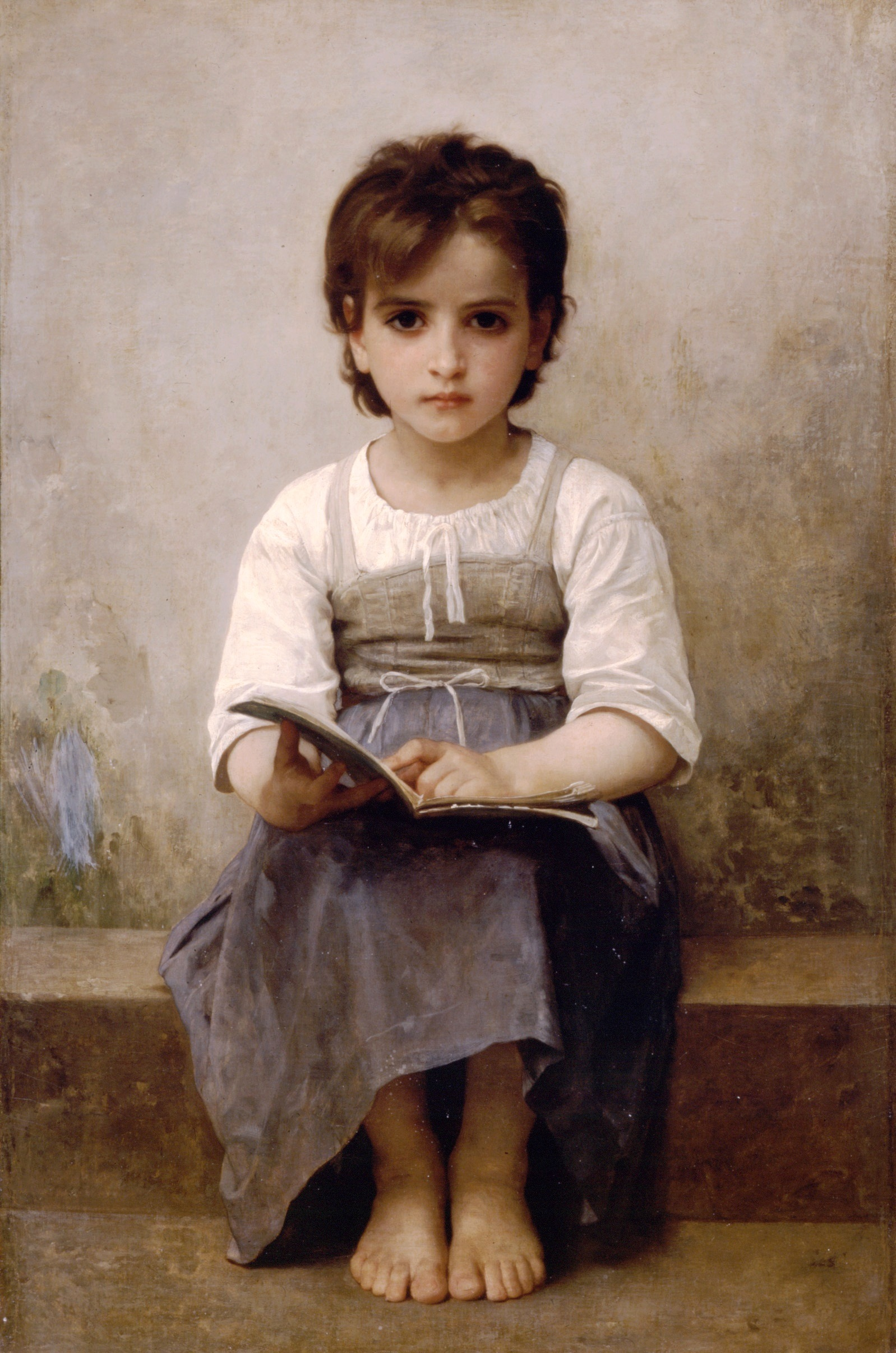
"La lliçó difícil" per William-Adolphe Bouguereau

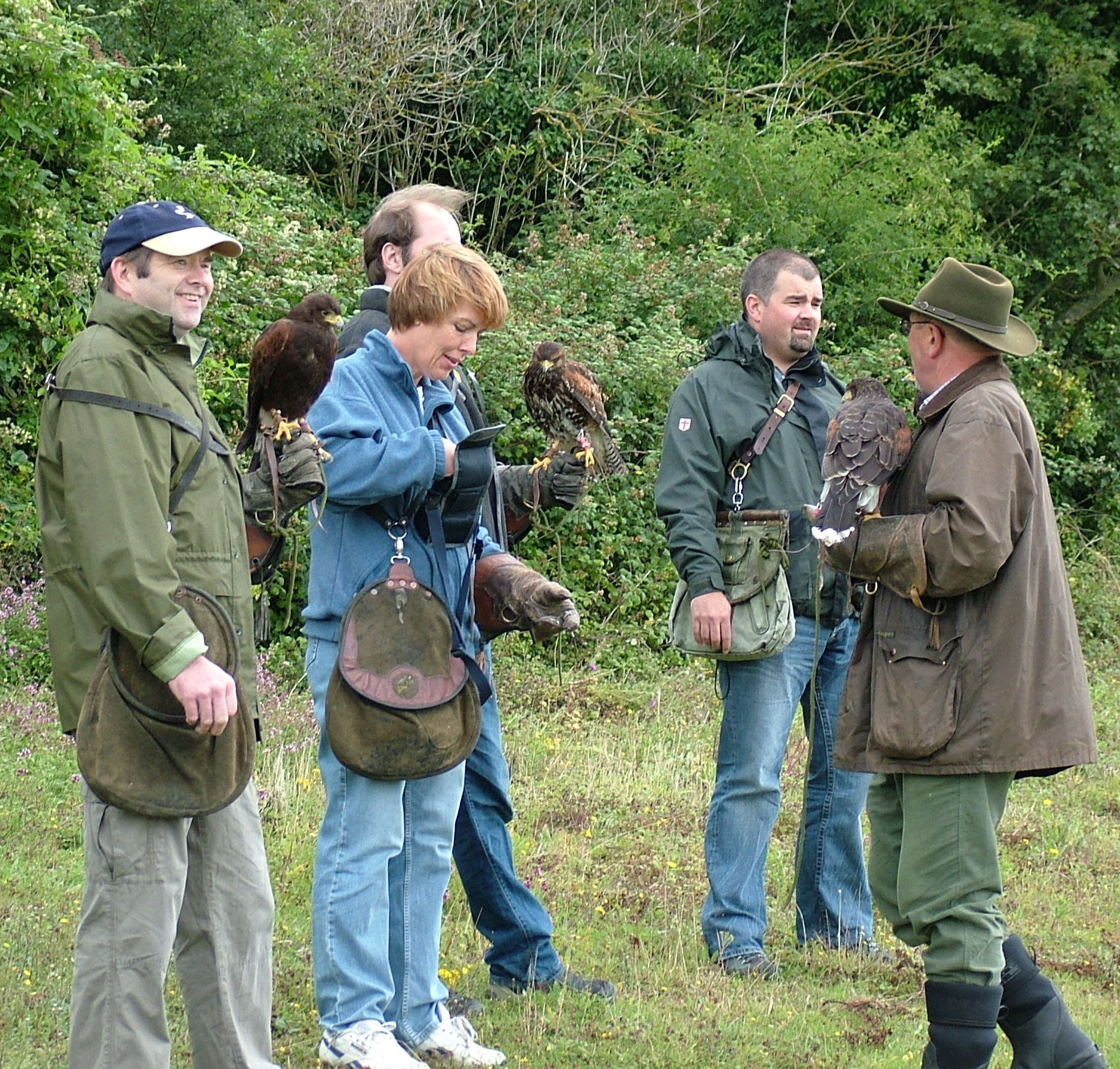
Lliçó de falconeria

Lliçó és una unitat d'ensenyament d'un mestre als seus alumnes.
A les universitats antigues solia consistir en una lectura comentada. També es pot definir com redacció o discurs fet per ensenyar o instruir. A una escola la paraula classe (de donar classe) és sinònim de lliçó i per això es diu tant anar a classe com escoltar la lliçó. També es diu lliçó a qualsevol ensenyament de coneixements (particular o conjunt) que dona un mestre a un o diversos deixebles, encara que sigui a un petit nombre i en qualsevol gènere d'ensenyament, des del més elevat al més trivial. Així la paraula lliçó s'utilitza igual si es tracta d'una lliçó de ball, d'una lliçó d'esgrima o d'una lliçó d'art culinari, que si es tracta d'una lliçó de filosofia, retòrica o història.

## Etimologia
El terme lliçó prové del llatí lectio, que significa acció de llegir o elecció, i es refereix a la transmissió de coneixements o experiències destinades a l’aprenentatge. Amb el pas del temps, el concepte s'ha ampliat per incloure no només l’ensenyament acadèmic, sinó també l’aprenentatge vital derivat de l’experiència.

## Aplicació

### Context educatiu
En l’àmbit acadèmic, una lliçó és la unitat bàsica d’ensenyament, dissenyada per transmetre coneixements de manera estructurada. Hi ha diferències entre la lliçó ordinària i l'extraordinària. N'hi ha diverses tipologies:
- Lliçó magistral: Un formador exposa els continguts de manera formal davant d’un grup d’estudiants.[4] Requereix gran domini dels continguts i de la retòrica.[5]
- Lliçó interactiva: Els alumnes participen activament en el procés d’aprenentatge amb el diàleg, preguntes o activitats pràctiques.
- Lliçó pràctica: Centrada en l’aplicació de coneixements a través d’exercicis, experiments o simulacions.
- Lliçó digital: Inclou recursos en línia com vídeos, cursos interactius i plataformes educatives, facilitant l’aprenentatge a distància.

Amb el desenvolupament de noves metodologies pedagògiques, s'ha potenciat que els estudiants tinguin un paper més actiu.

### Experiència vital
S'empra la paraula lliçó per expressar tot advertiment, instrucció o discurs provinent de l'experiència personal que comporta aprendre o corregir. En aquest sentit, es pot considerar que hi ha lliçons morals, emocionals i professionals.
Es diu donar una lliçó a algú, en el sentit de renyar o mostrar pels seus actes que s'ha equivocat.
Lliçó es diu també als diversos accidents de la vida i als escarments que ens ensenyen a viure amb prudència (Per a una ànima piadosa, les morts sobtades són lliçons patents).

### Literatura i cultura
El concepte de lliçó apareix en la literatura i la cultura popular com una eina narrativa i didàctica.
Els crítics també anomenen lliçons (variatae lectiones) a les diverses maneres de llegir el text dels autors en els manuscrits antics. Aquesta diversitat prové de les faltes dels copistes.
Lliçó, en termes de breviari, significa una breu lectura que es fa en cada nocturn de les matines, presa d'alguns extractes de la Bíblia, dels pares o de la llegenda del sant del dia. D'altra banda, en les comunitats religioses es deia lector de Teologia, filosofia o moral als llicenciats o doctors professors encarregats d'ensenyar aquestes ciències als altres integrants del seu ordre, títols que es conserven encara, especialment en els seminaris.
Els professors del Col·legi Francès, fundat per Francesc I d'Angulema, tenien el títol de lectors reials, perquè en el seu origen tots llegien una lliçó escrita per endavant.
També rep el nom de lliçó un tros de prosa o vers que un professor dona als seus deixebles perquè l'aprenguin o es diu també d'un mal predicador que recita el seu sermó com una lliçó apresa de memòria.

## Història

### Edat antiga i medieval
Les lliçons consistien en la lectura i comentari de textos fonamentals, especialment en contextos religiosos i acadèmics. En les escoles monàstiques i universitats medievals, el mestre llegia un text i el comentava per facilitar-ne la comprensió. Una variant és la lectio divina, que consistia en comentar un text però amb diverses fases específiques, que eren la lectura, meditació, oració i contemplació de textos bíblics.

### Edat moderna
Amb la invenció de la impremta, la difusió del coneixement va augmentar i les lliçons es van estructurar en manuals i llibres de text. Aquest fet va contribuir a fer arribar l'educació molt més enllà de les elits.

### Edat contemporània i digital
L’ensenyament ha incorporat nous formats, com les classes en línia, la realitat virtual i l’aprenentatge basat en projectes. Les lliçons ja no es limiten a l’aula i poden ser accessibles en línia.